# Список колониальных губернаторов Массачусетса
В XVII веке на территории современного американского штата Массачусетс существовало несколькой английских колоний. Земли, которыми управляли эти колонии или на которые они претендовали, охватывали гораздо большую территорию, чем современный Массачусетс, включая территории, которые сейчас находятся под юрисдикцией других штатов Новой Англии или канадских провинций Нью-Брансуик и Новая Шотландия. В некоторых случаях земельные претензии простирались вплоть до Тихого океана.
Первым на территории Массачусетса постоянным английским поселением была Плимутская колония (1620), а вторым крупным поселением — Колония Массачусетского залива, основанная в Сейлеме в 1629 году. Ряд поселений потерпели крах или были объединены с другими колониями, среди них несостоявшаяся колония Пофема (1607) на побережье штата Мэн и колония Вессагуссет (1622—1623) в Уэймуте (штат Массачусетс), остатки которой были объединены с Плимутской колонией. Колонии Плимута и Массачусетского залива сосуществовали до 1686 года, в обеих колониях ежегодно избирали своего губернатора. В управлении обеих колоний доминировала относительно небольшая группа магистратов, некоторые из которых правили в течение многих лет. В 1686 году был основан Доминион Новая Англия, в который включили территорию обеих колоний, а также земли Нью-Гэмпшира, Коннектикута и Род-Айленда. В 1688 году доминион был расширен за счёт включения Нью-Йорка, Восточного и Западного Джерси. Доминион был крайне непопулярен в колониях и был распущен после Славной революции 1688 года.
После революции каждая из колоний вернулась к своей прежней форме управления. Однако новый английский король Вильгельм III объединил территорию колоний Плимут и Массачусетский залив в Провинцию Массачусетского залива и в 1692 году назначил её королевским губернатором сэра Уильяма Фипса. Провинцией Массачусетский залив управляли назначаемые королём гражданские губернаторы до 1774 года, когда Томаса Хатчинсона заменил генерал-лейтенант Томас Гейдж на фоне роста напряжённости между Тринадцатью колониями и британским парламентом. Гейдж был последним королевским губернатором Провинции Массачусетского залива. В условиях нарастающей революции он оказался фактически бессилен за пределами Бостона и был отозван после битвы при Банкер-Хилл в июне 1775 года. К тому времени провинцией уже де-факто управлял Массачусетский провинциальный конгресс, взявший на себя роль временного революционного правительства, альтернативного королевским властям в Бостоне; в 1779 году была принята конституция штата и в 1780 году недавно образованное Содружество Массачусетса избрало Джона Хэнкока своим первым губернатором.

## Колония Пофема (1607—1608)
Колония Пофема была основана в 1607 году в устье реки Кеннебек в результате попытки колонизации Плимутской компанией Виргинии. Колония просуществовала около года, прежде чем была заброшена. Одним из её основных спонсоров был сэр Джон Поупхэм; его племянник Джордж Поупхэм был губернатором колонии на протяжении большей части её недолгого существования. Джордж Поупхэм умер в колонии в 1608 году, и его заменил Рэли Гилберт. Он и оставшиеся колонисты покинули Пофему после того, как пришло известие о смерти Джона Поупхэма и старшего брата Гилберта сэра Джона Гилберта.
| Губернатор                   | Вступил в должность | Покинул должность |
| ---------------------------- | ------------------- | ----------------- |
| Джордж Поупхэм               | 1607                | Февраль 1608      |
| Рэли Гилберт                 | Февраль 1608        | Сентябрь 1608     |
| Источник: Grizzard and Smith |                     |                   |

## Плимутская колония (1620—1686, 1689—1692)
Плимутская колония была основана в 1620 году группой английских радикальных пуритан-индепендентов, получивших землю от Лондонской компании. Желая избежать религиозных преследований и жить по своим правилам, они отправились в Новый Свет на борту «Мейфлауэра», получив финансирование торговцев-авантюристов, которые за счёт дополнительных поселенцев планировали расширить коммерческую деятельность в колонии. Первоначально поселенцы намеревались основать колонию недалеко от устья реки Гудзон, в пределах территории Лондонской компании, но погодные условия по прибытии вынудили их поселиться на берегу залива Кейп-Код (современный Плимут в штате Массачусетс). В 1621 году колонисты получили земельный грант от Плимутского совета по делам Новой Англии, но раннее управление им осуществлялось в соответствии с условиями Мэйфлауэрского соглашения, договора о самоуправлении, который колонисты составили и подписали на борту «Мейфлауэра» перед высадкой. В 1630 году колония получила официальную хартию с полномочиями на управление от Плимутского совета, но попытки получить королевскую хартию, которая гарантировала бы её территорию от других претендентов, не увенчались успехом.
Колония проводила ежегодные выборы органов власти. С 1620 и по 1680 год ей правил губернатор, который назначал временную замену, если покидал колонию. В 1681 году жители колонии также начали избирать заместителя губернатора, который должен был заменять его на время отсутствия. Конец самоуправлению был положен в 1686 году, когда король в Лондоне реорганизовал владения Короны в Северной Америке. Плимутская колония была включена в состав Доминиона Новая Англия, губернатор которого назначался Лондоном, но доминион был распущен уже в 1689 году, и все колонии Новой Англии временно вернулись к своим прежним правительственным структурам. В 1691 году Плимут наконец получил королевскую хартию, но не ту, которой колонисты добивались 70 лет. Вместо защиты автономии колонии хартия включила Плимут в состав Провинции Массачусетский залив, губернатор которой также назначался метрополией. Хартия вступила в силу в 1692 году с прибытием королевского губернатора сэра Уильяма Фипса.

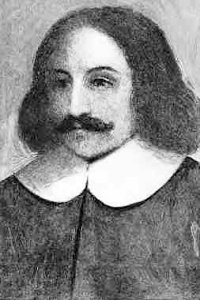
Уильям Брэдфорд (1590—1657) — один из отцов-пилигримов, избирался губернатором более 30 раз

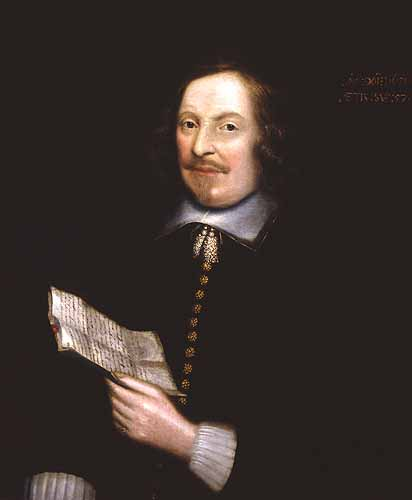
Эдвард Уинслоу II (1595—1655) — один из пассажиров «Мейфлауэр», трижды избиравшийся губернатором Плимутской колонии.

| Губернатор                                                                                           | Вступил в должность | Покинул должность     | Заместитель |
| --- | ------------------- | --------------------- | --- |
| Джон Карвер                                                                                          | 11 ноября 1620      | 15 апреля 1621 (умер) | До 1681 года у губернатора колонии не было заместителей; губернатор назначил «временно исполняющего обязанности» на время своего отсутствия |
| Уильям Брэдфорд                                                                                      | Май 1621            | 1 января 1633         | До 1681 года у губернатора колонии не было заместителей; губернатор назначил «временно исполняющего обязанности» на время своего отсутствия |
| Эдвард Уинслоу II                                                                                    | 1 января 1633       | 27 марта 1634         | До 1681 года у губернатора колонии не было заместителей; губернатор назначил «временно исполняющего обязанности» на время своего отсутствия |
| Томас Пренс                                                                                          | 27 марта 1634       | 3 марта 1635          | До 1681 года у губернатора колонии не было заместителей; губернатор назначил «временно исполняющего обязанности» на время своего отсутствия |
| Уильям Брэдфорд                                                                                      | 3 марта 1635        | 1 марта 1636          | До 1681 года у губернатора колонии не было заместителей; губернатор назначил «временно исполняющего обязанности» на время своего отсутствия |
| Эдвард Уинслоу II                                                                                    | 1 марта 1636        | 7 марта 1637          | До 1681 года у губернатора колонии не было заместителей; губернатор назначил «временно исполняющего обязанности» на время своего отсутствия |
| Уильям Брэдфорд                                                                                      | 7 марта 1637        | 5 июня 1638           | До 1681 года у губернатора колонии не было заместителей; губернатор назначил «временно исполняющего обязанности» на время своего отсутствия |
| Томас Пренс                                                                                          | 5 июня 1638         | 3 июня 1639           | До 1681 года у губернатора колонии не было заместителей; губернатор назначил «временно исполняющего обязанности» на время своего отсутствия |
| Уильям Брэдфорд                                                                                      | 3 июня 1639         | 5 июня 1644           | До 1681 года у губернатора колонии не было заместителей; губернатор назначил «временно исполняющего обязанности» на время своего отсутствия |
| Эдвард Уинслоу II                                                                                    | 5 июня 1644         | 4 июня 1645           | До 1681 года у губернатора колонии не было заместителей; губернатор назначил «временно исполняющего обязанности» на время своего отсутствия |
| Уильям Брэдфорд                                                                                      | 4 июня 1645         | 9 мая 1657 (умер)     | До 1681 года у губернатора колонии не было заместителей; губернатор назначил «временно исполняющего обязанности» на время своего отсутствия |
| Томас Пренс                                                                                          | 3 июня 1657         | 3 июня 1673           | До 1681 года у губернатора колонии не было заместителей; губернатор назначил «временно исполняющего обязанности» на время своего отсутствия |
| Джосайя Уинслоу                                                                                      | 3 июня 1673         | 18 декабря 1680       | До 1681 года у губернатора колонии не было заместителей; губернатор назначил «временно исполняющего обязанности» на время своего отсутствия |
| Томас Хинкли                                                                                         | 18 декабря 1680     | 1686                  | Джеймс Кедворт (1681—1682) |
| Томас Хинкли                                                                                         | 18 декабря 1680     | 1686                  | Уильям Брэдфорд IV (1682—1686) |
| Не было выборов так как Плимутская колония потеряла самостоятельность, войдя в Доминион Новая Англия |                     |                       | |
| Томас Хинкли                                                                                         | 1689                | 1692                  | Уильям Брэдфорд IV (1689-92) |
| Источник, если не указано иное: Gifford et al.; Capen                                                |                     |                       | |

## Колония Вессагуссет (1622—1623)
Колония Вессагуссет (иногда называемая колонией Уэстон или колонией Уэймут) была недолговечной торговой колонией, располагавшейся на месте современного города Уэймут в штате Массачусетс. Она была основана в августе 1622 года примерно 55 колонистами, плохо подготовленными к колониальной жизни и не имевшими адекватных условий. Колония была распущена уже в конце марта 1623 года, а выжившие колонисты либо присоединились к Плимутской колонии, либо вернулись в Англию.
| Губернатор               | Вступил в должность | Покинул должность   |
| ------------------------ | ------------------- | ------------------- |
| Ричард Грин              | Апрель 1622         | Октябрь 1622 (умер) |
| Джон Сандерс             | Октябрь 1622        | Март 1623           |
| Источник: Adams and Nash |                     |                     |

## Генерал-губернатор Новой Англии (1623—1624)
В 1623 году король Карл I капитана Королевского флота Роберта Горджеса генерал-губернатором Новой Англии для наблюдения за Плимутом, Вессагуссетом и будущими колониями. Горджес основал небольшую колонию на месте недавно распущенной колонии Вессагуссет; впрочем, уже через год его деятельность по развитию нового поселения была прекращена по финансовым причинам. Некоторые из поселенцев остались в этом районе, переехав, среди прочего, на полуостров Шомут (территория современного Бостона).
| Генерал-губернатор       | Вступил в должность | Покинул должность |
| ------------------------ | ------------------- | ----------------- |
| Роберт Горджес           | Сентябрь 1623       | 1624              |
| Источник: Adams and Nash |                     |                   |

## Колония Массачусетского залива(1629—1686, 1689—1692)
Компания Массачусетского залива была основана в 1628 году и частично финансировалась инвесторами обанкротившейся Дорчестерской компании. В том же году компания избрала предпринимателя Мэтью Крэдока своим губернатором и получила грант от Плимутского совета по делам Новой Англии на землю примерно между реками Чарльз и Мерримак. Вскоре компания отправила в Массачусетский залив Джона Эндикотта и небольшую компанию поселенцев. В 1629 году компания получила королевскую хартию в качестве гарантии своего права на землю от других претензий и избрала Эндикотта первым колониальным губернатором, в то время как Крэдок продолжал управлять компанией в Лондоне. В августе 1629 года акционеры реорганизовали компанию, чтобы устав мог быть передан колонии, объединив корпоративную и колониальную администрацию. В октябре того же года Джон Уинтроп был избран губернатором, но официально возглавил колонию только после своего прибытия в 1630 году. Колониальные чиновники (губернатор, заместитель губернатора и совет помощников) с тех пор ежегодно избирались свободными жителями колонии. В политической жизни колонии доминировала небольшая группа первых поселенцев: Уинтроп, Эндикотт, Ричард Беллингем, Джон Леверетт, Саймон Брэдстрит и Томас Дадли, каждый из которых не раз избирался губернатором, а также занимали другие важные должности.
После Реставрации Стюартов в 1660 году управление колонией и религиозные взгляды колонистов подверглись более пристальному вниманию королевских властей, приведя к отмене устава колонии в 1684 году. Король Яков II реорганизовал североамериканские владения Короны, создав Доминион Новая Англия и вызвав недовольство американских колонистов, в том числе заменой выборных губернаторов на назначаемого из Лондона. Новый устав вступил в силу в 1686 году, но просуществовал лишь до 1689 года, когда Славная революция свергла короля Якова II. Воспользовавшисья удобным случаем колонисты в Массачусетсе немедленно арестовали королевского губернатора Доминиона сэра Эдмунда Андроса и восстановив прежнюю систему управления. Колония временно вернулась к своему прежнему режиму, поскольку тогда у неё не было никакого юридического статуса. В 1691 году новый король Вильгельм III объединил колонии Плимута и Массачусетского залива вместе с территорией штата Мэн, островами к югу от полуострова Кейп-Код (включая Мартас-Винъярд, Нантакет и острова Элизабет) и Новой Шотландией (включая Нью-Брансуик) в Провинцию Массачусетского залива. В 1692 году новообразованная колония получила своего первого королевского губернатора, сэра Уильяма Фипса.
| Губернатор | Вступил в должность                              | Покинул должность    | Срок | Заместитель                  |
| --- | ------------------------------------------------ | -------------------- | ---- | ---------------------------- |
| Мэтью Крэдока | 1628                                             | 20 октября 1629 года | н/д  | Томас Гоффе                  |
| Джон Эндикотт | 30 апреля 1629 года                              | 12 июня 1630 года    | 286  | Нет                          |
| Джон Уинтроп | 20 октября 1629 года                             | 14 мая 1634 года     | 1667 | Джон Хамфри (1629—1630)      |
| Джон Уинтроп | 20 октября 1629 года                             | 14 мая 1634 года     | 1667 | Томас Дадли (1630—1634)      |
| Томас Дадли | 14 мая 1634 года                                 | 6 мая 1635 года      | 357  | Роджер Ладлоу                |
| Джон Хейнс | 6 мая 1635 года                                  | 25 мая 1636 года     | 385  | Ричард Беллингем             |
| Сэр Генри Вейн-младший                                                                                           | 25 мая 1636 года                                 | 17 мая 1637 года     | 357  | Джон Уинтроп                 |
| Джон Уинтроп | 17 мая 1637 года                                 | 13 мая 1640 года     | 1092 | Томас Дадли                  |
| Томас Дадли | 13 мая 1640 года                                 | 2 июня 1641 года     | 385  | Ричард Беллингем             |
| Ричард Беллингем                                                                                                 | 2 июня 1641 года                                 | 18 мая 1642 года     | 350  | Джон Эндикотт                |
| Джон Уинтроп | 18 мая 1642 года                                 | 29 мая 1644 года     | 742  | Джон Эндикотт                |
| Джон Эндикотт | 29 мая 1644 года                                 | 14 мая 1645 года     | 350  | Джон Уинтроп                 |
| Томас Дадли | 14 мая 1645 года                                 | 6 мая 1646 года      | 357  | Джон Уинтроп                 |
| Джон Уинтроп | 6 мая 1646 года                                  | 2 мая 1649 года      | 1092 | Томас Дадли                  |
| Джон Эндикотт | 2 мая 1649 года                                  | 22 мая 1650 года     | 385  | Томас Дадли                  |
| Томас Дадли | 22 мая 1650 года                                 | 7 мая 1651 года      | 350  | Джон Эндикотт                |
| Джон Эндикотт | 7 мая 1651 года                                  | 3 мая 1654 года      | 1092 | Томас Дадли                  |
| Ричард Беллингем                                                                                                 | 3 мая 1654 года                                  | 23 мая 1655 года     | 385  | Джон Эндикотт                |
| Джон Эндикотт | 23 мая 1655 года                                 | 3 мая 1665 года      | 3633 | Ричард Беллингем             |
| Ричард Беллингем                                                                                                 | 3 мая 1665 года                                  | 12 декабря 1672 года | 2458 | Фрэнсис Уиллоуби (1665—1671) |
| Ричард Беллингем                                                                                                 | 3 мая 1665 года                                  | 12 декабря 1672 года | 2458 | Джон Леверетт (1671-72)      |
| Джон Леверетт | 12 декабря 1672 года (действующий до 7 мая 1673) | 28 мая 1679 года     | 2358 | Сэмюэл Симондс (1673—1678)   |
| Джон Леверетт | 12 декабря 1672 года (действующий до 7 мая 1673) | 28 мая 1679 года     | 2358 | Саймон Брэдстрит (1678—1679) |
| Саймон Брэдстрит                                                                                                 | 28 мая 1679 года                                 | 25 мая 1686 года     | 2554 | Томас Дэнфорт                |
| Не было выборов так как Колония Массачусетского залива потеряла самостоятельность, войдя в Доминион Новая Англия |                                                  |                      |      |                              |
| Саймон Брэдстрит                                                                                                 | 18 апреля 1689 года                              | 14 мая 1692 года     | 1115 | Томас Дэнфорт                |
| Источники, если не указано иное: Capen; Hart                                                                     |                                                  |                      |      |                              |

## Доминион Новая Англия(1686—1689)
Доминион Новая Англия был создан королём Яковом II, чтобы поставить колонии Новой Англии под более твёрдый контроль Короны и уменьшить расходы на колониальное управление. Все колонии Новой Англии, а также провинции Нью-Йорк, Восточный и Западная Джерси, в конечном итоге перешли под его власть. На протяжении большей части краткого существования Доминиона им управлял сэр Эдмунд Андрос, за это время успевший восстановить против себя жителей Новой Англии после того как добился открытия англиканского прихода в пуританском Бостоне и освободил земли, выданные в соответствии со старой хартией. После того, как Славная революция 1688 года свергла короля Якова II, колонисты Массачусетса арестовали Андроса и отправили его обратно в Англию. После революции все колонии Новой Англии вернулись к своим прежним формам правления, хотя Массачусетс сделал это без конституционных полномочий, поскольку его первоначальный устав был отозван. Вильгельм III и Мария II в конечном итоге издали новые хартии, но в процессе они объединили Колонию Массачусетского залива, Плимутскую колонию и ряд других территорий в Провинцию Массачусетского залива.
Планы по созданию доминиона появились ещё при короле Карле II в начале 1680-х годов. В 1684 году он даже выбрал полковника Перси Кирка в качестве губернатора доминиона. Кандидатура Кирка была первоначально одобрена новым королём Яковом II, но затем была отозвана после неоднозначно жёстких действий Кирка по подавлению восстания Монмута в 1685 году. После этого новообразованный доминион возглавил английский колониальный чиновник Джозеф Дадли, сын одного из основателей массачусесткой колонии Томаса Дадли, заняв должность Президента Совета Новой Англии (President of the Council of New England) с ограниченными полномочиями в качестве временной меры до того, как полноценным губернатором был назначен сэр Андрос.
| Губернатор                                   | Вступил в должность  | Покинул должность    | Срок | Вице-губернатор                           |
| -------------------------------------------- | -------------------- | -------------------- | ---- | ----------------------------------------- |
| Джозеф Дадли (Президент Совета Новой Англии) | 25 мая 1686 года     | 20 декабря 1686 года | 209  | Уильям Стафтон (вице-президент)           |
| Эдмунд Андрос                                | 20 декабря 1686 года | 18 апреля 1689 года  | 850  | Фрэнсис Николсон (назначен в апреле 1688) |

## Провинция Массачусетского залива(1692—1775)
В 1691 году была издана королевская хартия Провинции Массачусетского залива. По условиям королевской хартии и губернатор, и вице-губернатор назначались короной. Устав содержал положение о том, что Губернаторский совет берёт на себя обязанности губернатора в случае отсутствия в колонии и губернатора, и вице-губернатора. Это произошло трижды:
1. Исполняющий обязанности губернатора Уильям Стафтон умер в 1701 году и до прибытия Джозефа Дадли правил Губернаторский совет[53].
2. Королева Анна умерла в 1714 году, а срок действия её поручений истек через шесть месяцев. Её преемник король Георг I издал приказ о продлении всех назначений, но он не дошёл до Массачусетса до истечения шести месяцев. В результате Губернаторский совет подтвердил свою власть, заявив, что срок полномочий Джозефа Дадли и Уильяма Тейлера истёк, и правил с 4 февраля по 21 марта 1715 года, когда прибыл королевский приказ[54].
3. Исполняющий обязанности губернатора Спенсер Фипс умер в 1757 году, и до прибытия Томаса Паунэлла правил Губернаторский совет[53].

Территория новобразованной провинции включала Колонию Массачусетского залива, Плимутскую колонию, земли современного штата Мэн и Новой Шотландии (которая тогда включала Нью-Брансуик), а также частные плантационные владения Нантакет, Мартас-Винъярд и другие острова у южного побережья Кейп-Код<. В 1692 году прибыл назначенный королём губернатор сэр Уильям Фипс. Более 80 лет провинцией управляли гражданские губернаторы, пока в 1774 году Томас Хатчинсон не был заменён на генерал-лейтенанта Томаса Гейджа в попытке преодолеть политический кризис, охвативший Британскую Северную Америку. Гейдж был последним королевским губернатором провинции. На фоне роста напряжённости между Тринадцатью колониями и британским парламентом он был фактически бессилен за пределами Бостона и был отозван после битвы при Банкер-Хилл в июне 1775 года. К тому времени провинцией уже де-факто управлял Массачусетский провинциальный конгресс, который действовал до 1780 года. В 1779 году была принята Конституция Массачусетса и первым губернатором Содружество Массачусетса был избран Джон Хэнкок.
| Губернатор                                                                       | Вступил в должность       | Покинул должность                    | Срок | Вице-губернатор                                            |
| -------------------------------------------------------------------------------- | ------------------------- | ------------------------------------ | ---- | ---------------------------------------------------------- |
| Уильям Фипс                                                                      | 16 мая 1692 года          | 17 ноября 1694 года                  | 915  | Уильям Стафтон (16 мая 1692 - умер 7 июля 1701)            |
| Уильям Стафтон (и. о.)                                                           | 4 декабря 1694 года       | 26 мая 1699 года                     | 1634 | Уильям Стафтон (16 мая 1692 - умер 7 июля 1701)            |
| Ричард Кут                                                                       | 26 мая 1699 года          | 17 июля 1700 года                    | 417  | Уильям Стафтон (16 мая 1692 - умер 7 июля 1701)            |
| Уильям Стафтон (и. о.)                                                           | 22 июля 1700 года         | 7 июля 1701 года (умер)              | 350  | Уильям Стафтон (16 мая 1692 - умер 7 июля 1701)            |
| Губернаторский совет (и. о.)                                                     | 10 июля 1701 года         | 11 июня 1702 года                    | 336  | Вакантна                                                   |
| Джозеф Дадли                                                                     | 11 июня 1702 годаJune 11, | 4 февраля 1715 года                  | 4621 | Томас Пови (11 июня 1702 - покинул колонию 28 января 1706) |
| Джозеф Дадли                                                                     | 11 июня 1702 годаJune 11, | 4 февраля 1715 года                  | 4621 | Вакантна                                                   |
| Джозеф Дадли                                                                     | 11 июня 1702 годаJune 11, | 4 февраля 1715 года                  | 4621 | Уильям Тейлер (4 октября 1711 - 4 февраля 1715)            |
| Губернаторский совет (и. о.)                                                     | 4 февраля 1715 года       | 21 марта 1715 года                   | 45   | Вакантна                                                   |
| Джозеф Дадли                                                                     | 21 марта 1715 года        | 9 ноября 1715 года                   | 233  | Уильям Тейлер (21 марта 1715 - 5 октября 1716)             |
| Уильям Тейлер (и. о.)                                                            | 9 ноября 1715 года        | 5 октября 1716 года                  | 331  | Уильям Тейлер (21 марта 1715 - 5 октября 1716)             |
| Сэмюэл Шют                                                                       | 5 октября 1716 года       | 1 января 1723 года (покинул колонию) | 2279 | Уильям Даммер (5 октября 1716 - 11 июня 1730)              |
| Уильям Даммер (и. о.)                                                            | 2 января 1723 года        | 19 июля 1728 года                    | 2025 | Уильям Даммер (5 октября 1716 - 11 июня 1730)              |
| Уильям Бёрнет                                                                    | 19 июля 1728 года         | 7 сентября 1729 года (умер)          | 415  | Уильям Даммер (5 октября 1716 - 11 июня 1730)              |
| Уильям Даммер (и. о.)                                                            | 10 сентября 1729 года     | 11 июня 1730 года                    | 274  | Уильям Даммер (5 октября 1716 - 11 июня 1730)              |
| Уильям Тейлер (и. о.)                                                            | 11 июня 1730 года         | 10 августа 1730 года                 | 60   | Уильям Тейлер (11 июня 1730 - умер 1 марта 1732)           |
| Джонатан Белчер                                                                  | 10 августа 1730 года      | 14 августа 1741 года                 | 4022 | Уильям Тейлер (11 июня 1730 - умер 1 марта 1732)           |
| Джонатан Белчер                                                                  | 10 августа 1730 года      | 14 августа 1741 года                 | 4022 | Вакантна                                                   |
| Джонатан Белчер                                                                  | 10 августа 1730 года      | 14 августа 1741 года                 | 4022 | Спенсер Фипс (8 августа 1732 - умер 4 апреля 1757)         |
| Уильям Ширли                                                                     | 14 августа 1741 года      | 11 сентября 1749 года                | 2950 |                                                            |
| Спенсер Фипс (и. о.)                                                             | 15 сентября 1749 года     | 7 августа 1753 года                  | 1422 |                                                            |
| Уильям Ширли                                                                     | 7 августа 1753 года       | 25 сентября 1756 года                | 1145 |                                                            |
| Спенсер Фипс (и. о.)                                                             | 25 сентября 1756 года     | 4 апреля 1757 года (умер)            | 191  |                                                            |
| Губернаторский совет (и. о.)                                                     | 5 апреля 1757 года        | 3 августа 1757 года                  | 120  | Вакантна                                                   |
| Томас Паунэлл                                                                    | 3 августа 1757 года       | 3 июня 1760 года                     | 1035 | Томас Хатчинсон (1 июня 1758 - 14 марта 1771)              |
| Томас Хатчинсон (и. о.)                                                          | 3 июня 1760 года          | 2 августа 1760 года                  | 60   | Томас Хатчинсон (1 июня 1758 - 14 марта 1771)              |
| Фрэнсис Бернард                                                                  | 5 августа 1760 года       | 2 августа 1769 года                  | 3287 | Томас Хатчинсон (1 июня 1758 - 14 марта 1771)              |
| Томас Хатчинсон (и. о., 2 августа 1769 - 14 марта 1771)                          | 2 августа 1769 года       | 17 мая 1774 года                     | 1749 | Томас Хатчинсон (1 июня 1758 - 14 марта 1771)              |
| Томас Хатчинсон (и. о., 2 августа 1769 - 14 марта 1771)                          | 2 августа 1769 года       | 17 мая 1774 года                     | 1749 | Эндрю Оливер (14 марта 1771 - умер 3 марта 1774)           |
| Томас Хатчинсон (и. о., 2 августа 1769 - 14 марта 1771)                          | 2 августа 1769 года       | 17 мая 1774 года                     | 1749 | Вакантна                                                   |
| Томас Гейдж                                                                      | 17 мая 1774 года          | 11 октября 1775 года                 | 512  |                                                            |
| Томас Гейдж                                                                      | 17 мая 1774 года          | 11 октября 1775 года                 | 512  | Томас Оливер (8 августа 1774 - 17 марта 1776)              |
| Источник, если не указано иное: Massachusetts Royal Commissions, pp. xxxiii-xxxv |                           |                                      |      |                                                            |

### Комментарии
1. ↑  Capen'"`UNIQ--ref-0000005D-QINU`"' неправильно указывает Дадли как заместителя; на самом деле заместителем был Эндикотт. Davis, p. 163
2. ↑  Указан фактический конец срока пребывания Гейджа в должности, когда он в последний раз покинул Бостон.'"`UNIQ--ref-0000009B-QINU`"'
3. ↑  Указан фактический конец срока пребывания Оливера  в должности, когда он в последний раз покинул Бостон.'"`UNIQ--ref-0000009D-QINU`"'